# Tifoseria della Società Sportiva Calcio Bari
In questa voce sono riportate informazioni relative alla storia ed evoluzione della tifoseria della Società Sportiva Calcio Bari, società calcistica italiana con sede a Bari.

Coreografia dei vecchi ultras UCN nel 1997, in Curva Nord allo stadio San Nicola.

## Contesto
Nei primi anni di attività sportiva del Bari Foot-Ball Club, assistevano agli incontri della formazione biancorossa semplici spettatori, incuriositi dal nuovo gioco del Football importato dalla Gran Bretagna. Dai racconti dello storico del Bari Antonucci si evince che il "tifo" calcistico vero e proprio, a Bari, iniziò a manifestarsi negli anni 1910-11 per avere la piena affermazione nel primo dopoguerra con il Liberty (legato a doppio filo con il Bari FBC, inizialmente non rifondato) e l'Ideale.
Pochi mesi dopo la fusione del 1928, fra Bari F.C. (Liberty) e Ideale a dare l'U.S. Bari, nacquero i primi club di tifosi; "La banda dei pollastri", "L'ordine del galletto" e il "27+2" quelli di cui ci perviene il nome. Erano gruppi di uomini adulti, gruppi sciolti circa cinque anni dopo la fondazione.
Dalla seconda metà degli anni cinquanta si distinse Peppino Cusmai, un tifoso corpulento e con i baffi all'ungherese, che in occasione degli spareggi e delle gare determinanti per le promozioni o le salvezze dei galletti percorreva le strade di Bari su un carro (trainato da un cavallo), con una feluca e incitando i concittadini a seguirlo, anche in trasferta, per sostenere i biancorossi. Ha poi seguito costantemente e attivamente il Bari, da elemento trainante per la tifoseria, fino al 1980 quando è deceduto.

## Fan club
L'associazione La Bari Siamo Noi - Centro Coordinamento Bari Club raccoglie tutti i club di tifosi del Bari presenti sul territorio italiano e all'estero. Tra i club principali si annoverano Amici dell'Antistadio, Bari Club Giovanni Loseto e Milano Biancorossa.

## Tifoseria organizzata

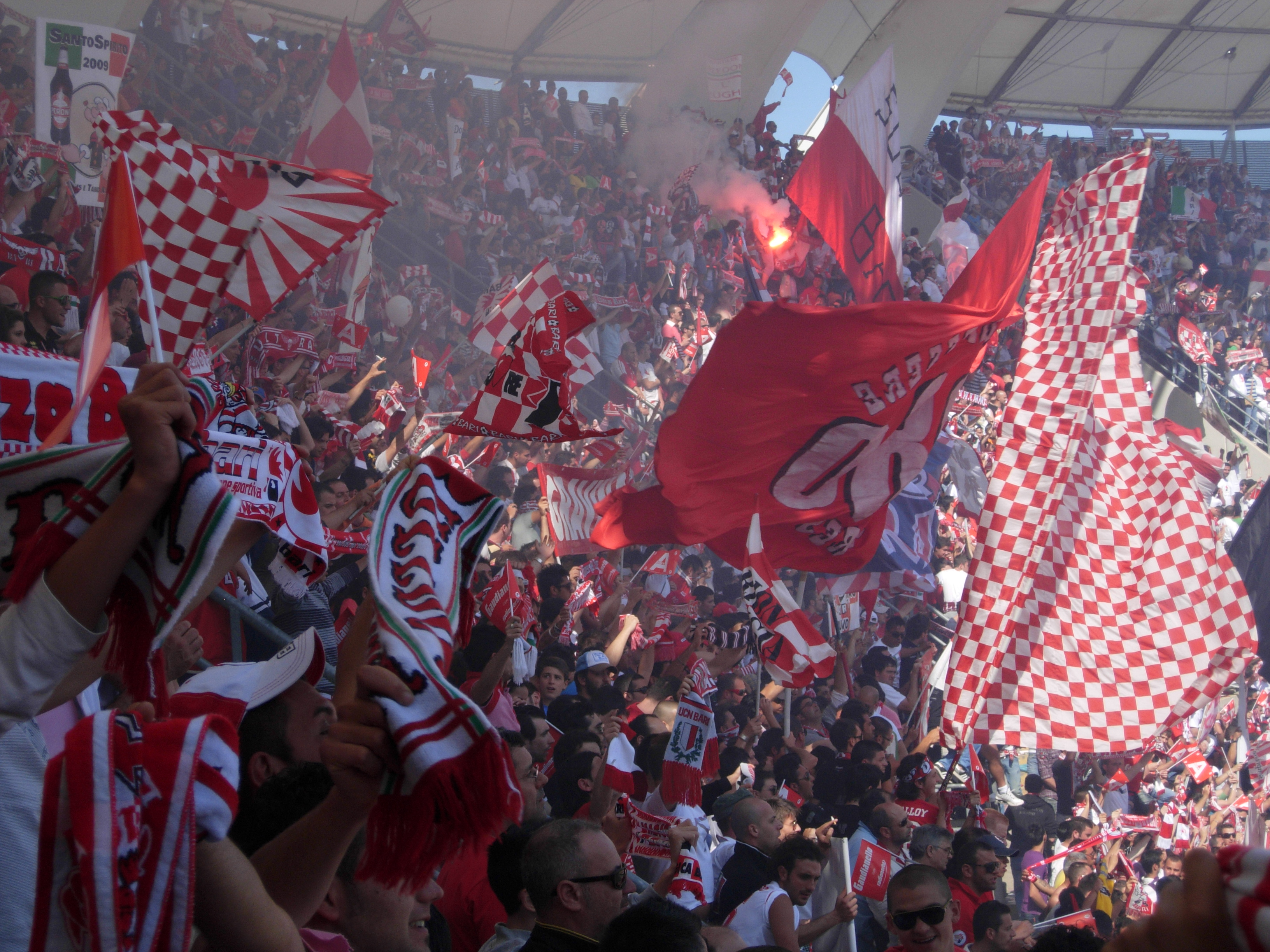
Tifosi del Bari, in Curva Nord allo stadio San Nicola.

Nel 1976 nascono gli U.C.N., ossia Ultras Curva Nord, dal settore dello stadio dove stazionano gli ultras durante le partite interne del Bari, una federazione unitaria di tanti gruppi ultras. Gli UCN, chiamati anche "teschi alati" per via del loro stemma, di stampo di destra e nazionalistico ma non molto schierati politicamente, mantengono unità d'intenti per più di trent'anni. Oltre agli UCN nel tempo si sono affiancati decine di gruppi, fra cui Alcol, Viking, Kaos, Stonati, Gioventù Biancorossa, Incorreggibili, Bulldog, Istinti Mercantili, legati alla curva nord e agli ordini del gruppo primario; Estrema Guardia, fondato nel 1999 dalla fusione di Estremo Sostegno e Nuova Guardia, con acronimo EG, gruppo ultras della curva sud alternativo agli UCN, scioltosi nel 2007, dopo essersi anche spostato in curva nord. Come altri gruppi ultras italiani, negli anni duemila e duemiladieci quelli biancorossi criticano fortemente il "calcio moderno" e la tessera del tifoso. Nel 2011 lo scandalo del calcio scommesse vede coinvolti i vertici del movimento UCN, che quindi vengono deposti. Nell'agosto del 2012 il gruppo UCN viene sciolto.
In seguito, il posto prima occupato in curva nord dagli UCN, viene preso dal nuovo gruppo principale, i Seguaci della Nord, ai quali si affiancano i Bulldog (nati nel quartiere San Paolo) e i Re David (nati nel quartiere San Pasquale, in via Giuseppe Re David).
Dal punto di vista politico, gli ultras del Bari sono prevalentemente schierati su posizioni di destra, anche se non particolarmente marcate.
Le trasferte in cui i biancorossi hanno avuto un grosso numero di supporters sono state Bari-Colleferro, giocata allo stadio Collana di Napoli il 27 giugno 1954 (spareggio promozione dalla IV Serie alla Serie C, vinto 2-1 dai biancorossi), con circa 20000 sostenitori dei galletti; Atalanta-Bari del 20 giugno 1971 al Comunale di Bologna (spareggio per la promozione in Serie A, della stagione 1970-1971, vinto dai bergamaschi 2-0) con circa 15000 baresi e infine, con circa 10000 tifosi del Bari al seguito, Verona-Bari del 20 luglio 1958, giocata a Bologna e Roma-Bari del 22 novembre 2009 all'Olimpico di Roma (la prima di queste due gare fu valida per gli spareggi per la massima serie e fu vinta dal Bari 1-0, la seconda fu valida per la 13ª giornata del campionato di A, e fu vinta dalla formazione di casa 3-1).

### Cronologia
1976 - Nascita degli Ultras Curva Nord
1989 - Nascita dei Re David
1991 - Nascita dei Bulldog
1999 - Nascita della Estrema Guardia
2007 - Scioglimento della Estrema Guardia
2012 - Scioglimento degli Ultras Curva Nord
2014 - Nascita dei Seguaci della Nord

## Gemellaggi e rivalità

### Gemellaggi
- Lazio (fino al 1993)
- Salernitana (dal 1983)
- Torino (fino al 1991)
- Reggina (dal 1988)
- Sampdoria (dal 2006)

Il gemellaggio più duraturo degli ultras biancorossi è quello con i salernitani, che ebbe come prologo uno scambio di lettere di reciproca amicizia tra il gruppo dei GSF (Granata South Force) e gli UCN il 25 settembre 1983 allo stadio della Vittoria di Bari. Dal 1988 è in vigore il gemellaggio con i reggini, nato fra gli UCN e i Boys Reggio, mentre nell'aprile 2006, in occasione di un incontro con la Cremonese in Lombardia, si è concretizzato quello con i sampdoriani, preceduto da anni di amicizia tra i relativi gruppi. Durante gli anni ottanta vi sono stati forti gemellaggi con le tifoserie torinista e laziale (quello con i biancocelesti è stato il primo gemellaggio attuato dai baresi), finiti entrambi negli anni novanta. I gruppi organizzati biancorossi hanno inoltre rapporti di forte amicizia con le tifoserie: spezzina, vicentina, triestina, parmigiana e catanese. Delle tifoserie pugliesi c'è amicizia con gli andriesi, i barlettani, i monopolitani, i martinesi e i casaranesi, questi ultimi ostili agli ultras del Lecce. Infine in seguito agli incontri della la stagione in Serie C 21/22 è nato un rapporto di reciproco rispetto e stima nei confronti della tifoseria del Campobasso.

### Rivalità
Forte rivalità della tifoseria barese è quella con il Lecce, particolarmente sentita in passato quella con i tarantini; Bari e Taranto si sono reincontrati sul campo nel 2021 dopo 28 anni. Vi è poi rivalità anche con gli ultras foggiani. Delle altre squadre meridionali si ricorda la rivalità con napoletani, avellinesi (dovuta anche al gemellaggio dei biancorossi con i salernitani) e i palermitani, gemellati con i leccesi. Particolarmente tesi i rapporti con i pescaresi, non buoni quelli con gli ultras di Roma, Juventus, Inter (vecchia amicizia con i nerazzurri, raffreddatasi progressivamente a causa di varie vicissitudini), Hellas Verona e Genoa, quest'ultimo anche in chiave pro Spezia e Sampdoria.